# Colladonus torneella
Colladonus torneella är en insektsart som beskrevs av Zetterstedt 1828. Colladonus torneella ingår i släktet Colladonus och familjen dvärgstritar. Inga underarter finns listade i Catalogue of Life.